# Adam Vella
Pour les articles homonymes, voir Vella.
Adam Joseph Vella (né le 12 juin 1971 à Melbourne) est un tireur sportif australien. 
Il est médaillé de bronze en trap aux Jeux olympiques d'été de 2004 à Athènes. Huit ans plus tard, il se classe à la quinzième place aux Jeux olympiques de Londres. Il est éliminé au stade des qualifications aux Jeux olympiques d'été de 2016 à Rio de Janeiro.